# 国際測量者連盟
国際測量者連盟（こくさいそくりょうしゃれんめい 略称FIG フランス語: Fédération Internationale des Géomètres）は国連が認めた測量および関連分野の専門組織の団体。1878年設立、1999年に法人化したFIGの会員組織は88ヵ国106を数える（2012年8月時点）。

## 会員の分類
会員制度は以下の5分類に加えて名誉会員2分類を置く。120ヵ国が、これらのさまざまな分類のいずれかに登録している。
- 協会会員：測量の1つまたは複数の分野を代表する全国組織。
- 準会員：測量士または測量組織のグループで、専門的な活動を行うが協会会員の基準を満たさないもの。
- 法人会員：測量士の職業に関連する商業サービスを提供する組織、機関、または団体。
- 学術会員：1つまたは複数の測量分野で教育または研究を推進する組織、機関、または団体。
- 連絡員：会員資格を得た測量者の協会またはグループがない国の個人。

合わせて、元会長および名誉個人会員の名誉分類2件を設け、規準は国際レベルで測量専門職の育成と昇進を実質的に支援した者とする。

## 常設機関
FIGは以下の常設機関を設ける。
- 国際地籍・土地記録事務所（OICRF：仏: Office International du Cadastre et du Régime Foncier）
- 国際測量史・測定史機関（英:  International Institution for the History of Surveying and Measurement） - 前身は1980年頃にFIGが設立した臨時委員会。1998年に正式に発足し作業を継承した[3]。

## 提携組織
FIGは国際科学会議（ICSU）に準科学会員として加盟する。

## 関連資料
本文の典拠ではないもの。発行年順。
- 「国際測量者連盟(FIG)第XI回大会がローマで」『測量 = The journal of survey : 地理空間情報の科学と技術』第15巻第3号、日本測量協会、1965年3月、p19 (コマ番号0011.jp2)。doi:10.11501/3226488、国立国会図書館/図書館送信限定公開。
- 「ホームページを見てみよう / (社)日本測量協会 ; 国際測量者連盟(FIG) ; (財)日本建設情報総合センター(JACIC) ; (財)日本地図センター ; (財)リモート･センシング技術センター(RESTCE) ; 国際協力事業団(JICA)」『測量 = The journal of survey : 地理空間情報の科学と技術』第47巻第3号(通号552)、日本測量協会、1997年3月、p43-44 (コマ番号0025.jp2)。doi:10.11501/3226872、国立国会図書館／図書館送信参加館内公開。
- 中川一郎「国際測量者連盟1998年大会に参加して--海外情報 / 日本測量協会副会長 」『測量 = The journal of survey : 地理空間情報の科学と技術 』第49巻第2号 (通号575)、日本測量協会、1999年2月、p30-31 (コマ番号0019.jp2)。doi:10.11501/3226895 、国立国会図書館／図書館送信参加館内公開。
- 村井俊治（総編集）「1. 測量学から測量工学へ §国際測量者連盟」『測量工学ハンドブック』p2、朝倉書店、2005年。全国書誌番号:20815769、ISBN 4-254-26148-9。
- 西修二郎「グローバルレーダー 国際測量者連盟と2010シドニー総会」『測量』第60巻第6号 (通号711)、日本測量協会、2010年6月、p30-33。ISSN 0285-7790、NAID 40017166794。
- 黒石裕樹「国際測量者連盟第25回国際会合への参加報告」『測地学会誌』第60巻第2号、日本測地学会、2014年、p93-94。ISSN 0038-0830、doi:10.11366/sokuchi.60.93、NAID 130005087115。
- 松尾功二「国際測量者連盟第78回年次会合（ワーキングウィーク2016）参加報告」『測地学会誌』第62巻第2号、日本測地学会、2016年、p101-102。doi:10.11366/sokuchi.62.101、NAID 130005630485。